# Zoraida sexpunctata
Zoraida sexpunctata är en insektsart som beskrevs av Van Stalle 1988. Zoraida sexpunctata ingår i släktet Zoraida och familjen Derbidae. Inga underarter finns listade i Catalogue of Life.